# Polana brevis
Polana brevis är en insektsart som beskrevs av Freytag 2007. Polana brevis ingår i släktet Polana och familjen dvärgstritar. Inga underarter finns listade i Catalogue of Life.